# Bianchi 15 HP
Der Bianchi 15 HP ist ein Pkw-Modell. Hersteller war Bianchi aus Italien.

## Beschreibung
Das einzige bekannte Produktionsjahr ist 1907. Als Nachfolger kann der Bianchi Tipo A angesehen werden, der 1908 erschien.
Das Fahrzeug hatte einen Vierzylindermotor. Jeweils zwei Zylinder waren paarweise zusammengegossen. Der Typenbezeichnung nach leistete der Motor 15 PS. Der Motor war vorn im Fahrgestell eingebaut und trieb die Hinterräder an.
Eine Abbildung zeigt einen Doppelphaeton mit Windschutzscheibe und Verdeck.